# Коблев, Якуб Камболетович
Якуб Камболетович Коблев (27 декабря 1939, аул Большое Псеушхо, Туапсинский район, Краснодарский край, РСФСР — 3 марта 2012, Майкоп, Российская Федерация) — советский и российский спортсмен и тренер по дзюдо и самбо, основатель Майкопской школы дзюдо. Президент федерации дзюдо Южного Федерального округа, основатель и ректор (до 3 марта 2012 года) единственного в мире Института физической культуры и дзюдо АГУ, заслуженный тренер СССР.

## Биография
Он родился 27 декабря 1939 года в большой адыгской семье — был десятым ребёнком. Во время Великой Отечественной войны погибли его отец и три старших брата. В ауле Большое Псеушхо, где жил Якуб Коблев, была только семилетняя школа, поэтому, чтобы получить среднее образование, ему приходилось ходить пешком за 12 км в соседний аул. Именно там, по его словам, он и начал заниматься борьбой.
Потом Якуб Камболетович переехал в Одесскую область, где служил старший брат. Окончил среднюю школы. Поступление на учёбу в Кишинёвский техникум физической культуры, который был успешно окончен в 1961 году. В Кишинёве начал свою спортивную карьеру. В 1965 году — заочное отделение факультета физического воспитания Кишиневского государственного университета. Доктор педагогических наук, профессор. Автор более 150 научных работ, среди которых 8 учебно-методических пособий. Под его руководством были подготовлены и защищены 16 докторских и более 40 кандидатских диссертаций.
Чемпион Молдавии, чемпион УС ДСО «Молдова», призёр открытого чемпионата УС ДСО «Буревестник».
- 1965—1971 — ассистент, а затем — старший преподаватель кафедры физического воспитания,
- 1971—1995 — декан факультета физической культуры Адыгейского государственного педагогического института,
- с 1995 года, после преобразования факультета — ректор института физической культуры и дзюдо Адыгейского государственного университета (АГУ).
- 1996 — член-корреспондент Российской академии образования. Являлся председателем диссертационного совета по защите докторских диссертаций при АГУ, членом диссертационного совета Кубанского государственного университета физической культуры, спорта и туризма.

Основатель научной школы по теории и методике физического воспитания, спортивной тренировке и оздоровительной физкультуре, Майкопской школы по борьбе самбо и дзюдо, Майкопской школы высшего спортивного мастерства, института физической культуры и дзюдо АГУ. Им подготовлены 11 Заслуженных мастеров спорта СССР и России, более 60 мастеров спорта СССР и России международного класса и более 300 мастеров спорта СССР и России.
Умер 3 марта 2012 года. Похоронен на национальном кладбище в Майкопе.

## Награды и звания
Награждён орденами Трудового Красного знамени, «Знак Почета», почетным знаком «За заслуги в развитии олимпийского движения в России». Заслуженный работник высшей школы Российской Федерации.
Заслуженный тренер СССР, Европейской федерацией дзюдо ему присвоен 7-1 дан.

## Память

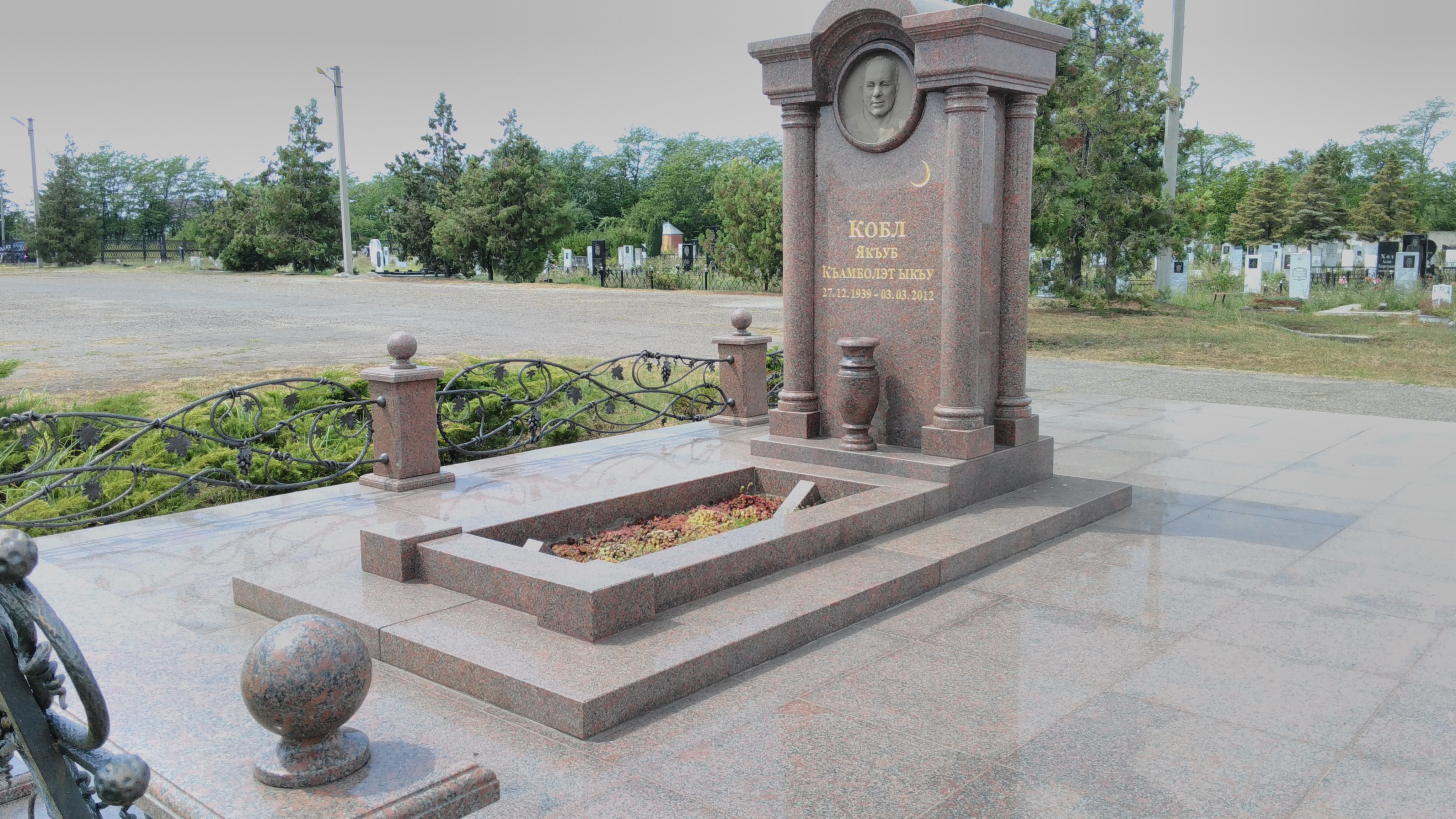
Памятник на могиле Я. К. Коблева, г. Майкоп, Национальное кладбище, 2017.

- На майкопском национальном кладбище на могиле установлен памятник.
- На доме, где жил Якуб Коблев, установлена мемориальная доска[1].
- В Институте физической культуры и дзюдо АГУ открыт музей Я. К. Коблева[2].
- Именем Якуба Коблева назван Дворец спорта в Майкопе[3].